# Minuartia thymifolia
Minuartia thymifolia är en nejlikväxtart som först beskrevs av James Edward Smith, och fick sitt nu gällande namn av Joseph Friedrich Nicolaus Bornmüller. Minuartia thymifolia ingår i släktet nörlar, och familjen nejlikväxter. Utöver nominatformen finns också underarten M. t. syriaca.